# Пикетт, Брэд
Брэд Пикетт (англ. Brad Pickett; род. 24 сентября 1978, Лондон) — английский боец смешанного стиля, представитель полулёгкой, легчайшей и наилегчайшей весовых категорий. Выступает на профессиональном уровне начиная с 2004 года, известен по участию в турнирах бойцовских организаций UFC, WEC, Cage Rage, UCMMA и др. Владел титулами чемпиона Cage Rage и UCMMA в полулёгком весе.

## Биография
Брэд Пикетт родился 24 сентября 1978 года в Лондоне. В детстве играл в футбол и занимался боксом, затем решил стать бойцом ММА.

### Начало профессиональной карьеры
Дебютировал в смешанных единоборствах на профессиональном уровне в ноябре 2004 года, выиграв у своего соперника техническим нокаутом за 17 секунд. Тем не менее, в следующем поединке сам потерпел поражение техническим нокаутом. Начинал спортивную карьеру в британском промоушене Cage Rage Championships, где одержал в общей сложности десять побед, в том числе завоевал и защитил титул чемпиона Великобритании в полулёгкой весовой категории.

### World Extreme Cagefighting
Имея в послужном списке 17 побед и только 4 поражения, Пикетт привлёк к себе внимание крупной американской организации World Extreme Cagefighting и в октябре 2009 года подписал с ней долгосрочный контракт. Спустившись в легчайшую весовую категорию, уже в декабре он благополучно дебютировал здесь — с помощью «перуанского галстука» принудил к сдаче Кайла Диетца, заработав тем самым бонус за лучший приём вечера.
В 2010 году выиграл по очкам у непобеждённого новичка WEC Деметриуса Джонсона, затем решением уступил Скотту Йоргенсену, получив награду за лучший бой вечера, и взял верх над Иваном Менхиваром.
Поскольку организация WEC была поглощена более крупным игроком на рынке смешанных единоборств Ultimate Fighting Championship, все сильнейшие бойцы оттуда автоматически перешли на контракт к новому владельцу, в том числе перешёл и Пикетт.

### Ultimate Fighting Championship
Его дебют в UFC планировался на май 2011 года против бывшего чемпиона WEC Мигеля Торреса, но Пикетт травмировался и был заменён Деметриусом Джонсоном. Дебют таким образом перенёсся на ноябрь — английский боец вышел в октагон против бразильца Ренана Барана и проиграл сдачей, попавшись в первом раунде на удушение сзади. Оба бойца были награждены премией за лучший бой вечера.
В 2012 году Пикетт выиграл у Дамасио Пейджа и Ива Жабуена, удостоившись бонусов за лучший бой вечера и лучший нокаут вечера соответственно. Затем, однако, последовало поражение раздельным судейским решением от Эдди Уайнленда.
В 2013 году отметился победой над Майком Истоном и проиграл Майклу Макдональду. В обоих случаях получил бонус за лучший бой вечера.
После поражения от Макдональда Пикетт решил спуститься в наилегчайшую весовую категорию, и это принесло свои плоды, последовала победа единогласным решением над Нилом Сири. В дальнейшем он потерпел три поражения подряд от таких бойцов как Иан Макколл, Чико Камус и Томас Алмейда, при этом вернулся в легчайший вес.
Череда поражений прервалась только в феврале 2016 года, когда Брэд Пикетт взял верх над Франсиско Риверой. Позже был побеждён Иури Алкантарой и Юрайей Фейбером.
Последний раз дрался в клетке UFC в марте 2017 года, потерпев поражение техническим нокаутом от эквадорца Марлона Веры. На этом его сотрудничество с организацией подошло к концу, Пикетт объявил о завершении спортивной карьеры.

### Absolute Championship Berkut
По прошествии года Пикетт вернулся в ММА и подписал контракт с российским промоушеном Absolute Championship Berkut.

## Статистика в профессиональном ММА
| Боёв 39  | Побед 25 | Поражений 14 |
| -------- | -------- | ------------ |
| Нокаутом | 7        | 3            |
| Сдачей   | 10       | 5            |
| Решением | 8        | 6            |

| Результат | Рекорд | Соперник           | Способ                       | Турнир                                 | Дата             | Раунд | Время | Место                | Примечание                                                          |
| --------- | ------ | ------------------ | ---------------------------- | -------------------------------------- | ---------------- | ----- | ----- | -------------------- | ------------------------------------------------------------------- |
| Поражение | 25-14  | Марлон Вера        | TKO (удары)                  | UFC Fight Night: Manuwa vs. Anderson   | 18 марта 2017    | 3     | 3:50  | Лондон, Англия       | Бой в промежуточном весе 63,5 кг.                                   |
| Поражение | 25-13  | Юрайя Фейбер       | Единогласное решение         | UFC on Fox: VanZant vs. Waterson       | 17 декабря 2016  | 3     | 5:00  | Сакраменто, США      |                                                                     |
| Поражение | 25-12  | Иури Алкантара     | Сдача (треугольник)          | UFC 204                                | 8 октября 2016   | 1     | 1:59  | Манчестер, Англия    |                                                                     |
| Победа    | 25-11  | Франсиско Ривера   | Раздельное решение           | UFC Fight Night: Silva vs. Bisping     | 27 февраля 2016  | 3     | 5:00  | Лондон, Англия       |                                                                     |
| Поражение | 24-11  | Томас Алмейда      | KO (удар коленом)            | UFC 189                                | 11 июля 2015     | 2     | 0:29  | Лас-Вегас, США       | Вернулся в легчайший вес.                                           |
| Поражение | 24-10  | Чико Камус         | Раздельное решение           | UFC Fight Night: Edgar vs. Swanson     | 22 ноября 2014   | 3     | 5:00  | Остин, США           |                                                                     |
| Поражение | 24-9   | Иан Макколл        | Единогласное решение         | UFC Fight Night: McGregor vs. Brandao  | 19 июля 2014     | 3     | 5:00  | Дублин, Ирландия     |                                                                     |
| Победа    | 24-8   | Нил Сири           | Единогласное решение         | UFC Fight Night: Gustafsson vs. Manuwa | 8 марта 2014     | 3     | 5:00  | Лондон, Англия       | Дебют в наилегчайшем весе.                                          |
| Поражение | 23-8   | Майкл Макдональд   | Сдача (треугольник)          | UFC Fight Night: Shogun vs. Sonnen     | 17 августа 2013  | 2     | 3:43  | Бостон, США          | Бой вечера.                                                         |
| Победа    | 23-7   | Майк Истон         | Раздельное решение           | UFC on Fuel TV: Mousasi vs. Latifi     | 6 апреля 2013    | 3     | 5:00  | Стокгольм, Швеция    | Бой вечера.                                                         |
| Поражение | 22-7   | Эдди Уайнленд      | Раздельное решение           | UFC 155                                | 29 декабря 2012  | 3     | 5:00  | Лас-Вегас, США       |                                                                     |
| Победа    | 22-6   | Ив Жабуен          | KO (удар рукой)              | UFC on Fuel TV: Struve vs. Miocic      | 29 сентября 2012 | 1     | 3:40  | Ноттингем, Англия    | Нокаут вечера.                                                      |
| Победа    | 21-6   | Дамасио Пейдж      | Сдача (удушение сзади)       | UFC on Fuel TV: Gustafsson vs. Silva   | 14 апреля 2012   | 2     | 4:05  | Стокгольм, Швеция    | Бой вечера.                                                         |
| Поражение | 20-6   | Ренан Баран        | Сдача (удушение сзади)       | UFC 138                                | 5 ноября 2011    | 1     | 4:09  | Бирмингем, Англия    | Бой вечера.                                                         |
| Победа    | 20-5   | Иван Менхивар      | Единогласное решение         | WEC 53                                 | 16 декабря 2010  | 3     | 5:00  | Глендейл, США        |                                                                     |
| Поражение | 19-5   | Скотт Йоргенсен    | Единогласное решение         | WEC 50                                 | 18 августа 2010  | 3     | 5:00  | Лас-Вегас, США       | Бой вечера.                                                         |
| Победа    | 19-4   | Деметриус Джонсон  | Единогласное решение         | WEC 48                                 | 24 апреля 2010   | 3     | 5:00  | Сакраменто, США      |                                                                     |
| Победа    | 18-4   | Кайл Дитц          | Сдача (перуанский галстук)   | WEC 45                                 | 19 декабря 2009  | 2     | 4:36  | Лас-Вегас, США       | Дебют в легчайшем весе. Приём вечера.                               |
| Победа    | 17-4   | Дэвид Ли           | Сдача (гильотина)            | UCMMA 6: Payback                       | 22 августа 2009  | 1     | 2:26  | Лондон, Англия       | Выиграл титул чемпиона Ultimate Challenge UK в полулёгком весе.     |
| Победа    | 16-4   | Дино Гамбатеса     | Сдача (гильотина)            | UCMMA 3: Unstoppable                   | 28 марта 2009    | 2     | 0:15  | Лондон, Англия       |                                                                     |
| Победа    | 15-4   | Антанас Язбутис    | TKO (удар в корпус)          | Cage Rage 28                           | 20 сентября 2008 | 3     | N/A   | Лондон, Англия       |                                                                     |
| Победа    | 14-4   | Кристиан Бинда     | Сдача (гильотина)            | Cage Rage 27                           | 12 июля 2008     | 2     | 2:52  | Лондон, Англия       |                                                                     |
| Победа    | 13-4   | Пол Рид            | Решение большинства          | Cage Rage 26                           | 10 мая 2008      | 3     | 5:00  | Бирмингем, Англия    |                                                                     |
| Победа    | 12-4   | Фредерик Фернандес | Сдача (гильотина)            | Fight Night 7                          | 15 марта 2008    | 1     | N/A   | Рединг, Англия       |                                                                     |
| Победа    | 11-4   | Вон Ли             | TKO (удары руками)           | Cage Rage Contenders 6                 | 18 августа 2007  | 3     | 3:20  | Лондон, Англия       |                                                                     |
| Поражение | 10-4   | Хидэо Токоро       | Сдача (рычаг локтя)          | Dynamite!! USA                         | 2 июня 2007      | 1     | 2:41  | Лос-Анджелес, США    | Бой в лёгком весе.                                                  |
| Поражение | 10-3   | Алекс Оуэн         | Решение большинства          | Cage Rage 21                           | 21 апреля 2007   | 3     | 5:00  | Лондон, Англия       |                                                                     |
| Победа    | 10-2   | Гилберт Симс       | TKO (удары руками)           | Bodog Fight: Costa Rica Combat         | 16 февраля 2007  | 2     | 3:12  | Сан-Хосе, Коста-Рика |                                                                     |
| Победа    | 9-2    | Фил Риберн         | Сдача (рычаг локтя)          | HOP 7: Cage Fever                      | 26 ноября 2006   | 1     | 3:20  | Суонси, Уэльс        |                                                                     |
| Победа    | 8-2    | Брет Ли            | Сдача (рычаг локтя)          | Intense Fighting: Caged                | 11 ноября 2006   | 1     | 1:18  | Питерборо, Англия    |                                                                     |
| Победа    | 7-2    | Джон Трент         | Сдача (рычаг локтя)          | Absolute Fighting Championships 19     | 21 октября 2006  | 1     | 3:58  | Бока-Ратон, США      |                                                                     |
| Поражение | 6-2    | Робби Оливье       | Сдача (удушение сзади)       | Cage Rage 18                           | 30 сентября 2006 | 3     | 3:03  | Лондон, Англия       | Лишился титула чемпиона Великобритании Cage Rage в полулёгком весе. |
| Победа    | 6-1    | Хироюки Абэ        | Единогласное решение         | Cage Rage 16                           | 22 апреля 2006   | 3     | 5:00  | Лондон, Англия       |                                                                     |
| Победа    | 5-1    | Робби Оливье       | Решение большинства          | Cage Rage 15                           | 4 февраля 2006   | 3     | 5:00  | Лондон, Англия       | Защитил титул чемпиона Великобритании Cage Rage в полулёгком весе.  |
| Победа    | 4-1    | Оззи Халук         | TKO (стомп с прыжка)         | Cage Rage 13                           | 10 сентября 2005 | 2     | 4:25  | Лондон, Англия       | Выиграл титул чемпиона Великобритании Cage Rage в полулёгком весе.  |
| Победа    | 3-1    | Джордан Миллер     | Сдача (рычаг локтя)          | Cage Rage 12                           | 2 июля 2005      | 2     | 2:32  | Лондон, Англия       |                                                                     |
| Победа    | 2-1    | Аарон Блекуэлл     | TKO (остановлен секундантом) | Cage Rage 11                           | 30 апреля 2005   | 2     | 5:00  | Лондон, Англия       |                                                                     |
| Поражение | 1-1    | Крис Фриборн       | TKO (удары руками)           | Cage Rage 10                           | 26 февраля 2005  | 2     | 3:20  | Лондон, Англия       |                                                                     |
| Победа    | 1-0    | Стюарт Грант       | TKO (удары руками)           | Cage Rage 9                            | 27 ноября 2004   | 1     | 0:17  | Лондон, Англия       |                                                                     |